# HD128945
HD128945 — хімічно пекулярна зоря спектрального класу A2, що має видиму зоряну величину в смузі V приблизно  9,7.
Вона  розташована на відстані близько 991,4 світлових років від Сонця.